# 医王寺 (柏市鷲野谷)
医王寺（いおうじ）は、千葉県柏市にある浄土宗の寺院。

## 歴史
1461年（寛正2年）、経誉愚底によって開山された。ただ当地には、かつて薬師如来を本尊とする天台宗の寺があったといわれており、経誉愚底が来た当時、既に朽ちて薬師堂だけになっていた寺を再興すべく、薬師像を高台の現在地に移して浄土宗の寺として創建した。旧薬師堂があった土地は今でも当寺が所有している。
そういう経緯もあり、当寺の「東光山安楽院医王寺」の名称は、この薬師如来に由来する。当寺の薬師堂は本堂に準じた規模で、独自の参道を有するなど、当寺において重要な立場を示している。この薬師像は柏市の文化財に指定されている。この像は秘仏であり、12年に一度寅年に開帳される。昔は遠方からの参拝者も多かったことから、参拝者のための旅籠もあったという。

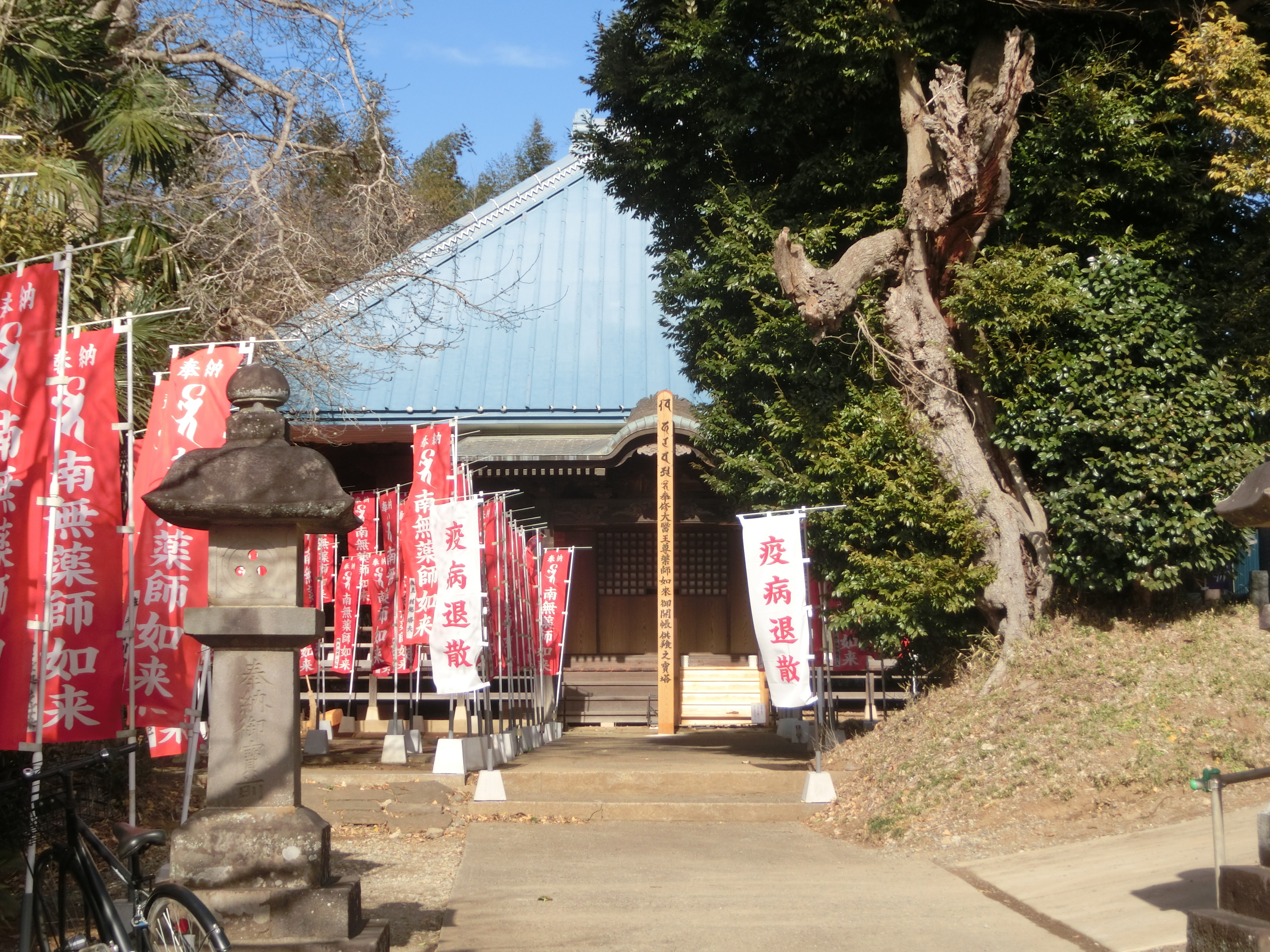
薬師堂

## 文化財
- 薬師如来坐像（柏市指定有形文化財）[4]

## 交通アクセス
- 路線バススポーツ広場前停留所より徒歩15分。